# Абитебул, Сирил
Сири́л Абитбу́л (фр. Cyril Abiteboul) (родился 14 октября 1977 года) — бывший руководитель команды «Формулы-1» Рено, ранее руководил командой Caterham F1. Был назначен на этот пост 8 ноября 2012 года. Ранее занимал в команде пост исполнительного директора, на который он был назначен 21 сентября 2012 года.

## Биография
Сирил Абитебул родился в 1977 году во Франции. Первое образование получил в престижных парижских учебных заведениях: Lycée Carnot и Lycée Chaptal. После получения среднего образования он продолжил учёбу в Национальной школе информатики и прикладной математики в Гренобле — престижном французском ВУЗе.
После окончания ВУЗа в 2001 году Сирил был принят на работу в компанию Renault. Местом его работы стал парижский офис компании, расположенный в Булонь-Бийанкур — коммуне в западном пригороде города, где сосредоточено большое количество различных предприятий и располагаются офисы крупных компаний: Renault, Thomson, Bouygues Telecom, TF1.
В 2007 году Сирил Абитебул занял пост менеджера по развитию бизнеса команды Renault F1, а в 2010 году он был назначен на пост исполнительного директора Renault Sport F1.
В сентябре 2012 года, в возрасте 35 лет, и занимая в Renault Sport F1 пост заместителя управляющего директора, он поступил на работу в Caterham F1 — действующую команду «Формулы-1», партнёром которой к этому времени стала Renault Sport F1. 21 сентября 2012 года руководством команды Caterham F1 Сирил Абитебул был назначен на должность исполнительного директора команды с подчинением исполнительному директору Caterham Group Риаду Асмату и руководителю команды Тони Фернандесу.
В свои 35 лет он стал самым молодым руководителем команды «Формулы-1».
8 ноября 2012 года Сирил Абитебул был назначен руководителем команды Caterham F1. Ранее занимавший этот пост Тони Фернандес — основатель и бессменный руководитель команды, добровольно сложил с себя полномочия, решив сосредоточить всё своё внимание на работе принадлежащей ему авиакомпании AirAsia.
До января 2013 года Сирил Абитебул будет совмещать должности в Caterham F1 Team и Renault Sport F1, так как в последней у него остались некоторые незавершённые проекты.
С июля 2014 года — управляющий директор Renault Sport F1 и подчиняется непосредственно Жерому Столлу.
11 января 2021 года было объявлено, что Сирил Абитебул больше не будет работать с французским автопроизводителем и покидает компанию..